# Żelazny człowiek
Żelazny człowiek – ataksytowa rzeźba tybetańska prawdopodobnie z XI wieku, przedstawiająca boga Wajśrawanę.

## Opis
Rzeźba przedstawia boga Wajśrawanę. Figurka mierzy 24 cm i waży 10,6 kg, została wykonana z ataksytu przez anonimowego twórcę w XI wieku. Stanowi mieszankę stylu buddyjskiego i prebuddyjskiej kultury bön.

## Historia
Rzeźba została przywieziona do Europy przez wyprawę badawczą kierowaną przez Ernsta Schäfera i sponsorowaną przez szefa SS Heinricha Himmlera. Celem wyprawy było poszukiwanie w Azji korzeni rasy aryjskiej, a rzeźba mogła zainteresować Niemców ze względu na wyrytą na piersi Wajśrawany swastykę, która jednak jest symbolem stosunkowo powszechnym w hinduizmie i buddyzmie. Figura znalazła się po przywiezieniu do Europy w Monachium, następnie przez wiele lat była częścią prywatnej kolekcji, po czym w 2007 roku została wystawiona na aukcji.
Badania przeprowadzone w 2012 roku dowiodły, że figurka została wyrzeźbiona z ataksytu pochodzącego z meteorytu Chinga, który trafił na Ziemię między 10 i 20 tysięcy lat temu, prawdopodobnie zaś 15.000 lat temu. Minerał ten charakteryzuje się wysoką zawartością niklu. Jest to jedyne znane przedstawienie postaci ludzkiej wyrzeźbione w materiale pochodzenia meteorytowego. Wyniki badań opublikowano w czasopiśmie „Meteoritics & Planetary Science”, zespołem kierował Elmar Buchner z Uniwersytetu w Stuttgarcie.